# Prangos cylindracea
Prangos cylindracea är en flockblommig växtart som beskrevs av Dc. Prangos cylindracea ingår i släktet Prangos och familjen flockblommiga växter. Inga underarter finns listade i Catalogue of Life.